# Cattivo

Un cattivo stereotipato, in questo caso Snidely Whiplash, un cattivo della serie animata Rocky e Bullwinkle. Si notino i vestiti formali scuri, i baffi finemente curati e l'atteggiamento maniacale. Questo stereotipo era comune nei film muti all'inizio del Novecento, ed era popolare per via della sua immediatezza. È da notare la posizione delle mani che, insieme allo sguardo malefico, suggerisce che il soggetto stia escogitando qualcosa.

Il cattivo o villano è un tipico personaggio presente in una storia inventata, come un'opera narrativa o cinematografica.
La sua natura malvagia lo distingue dal semplice antagonista, cioè dal personaggio che si oppone all'eroe, ma che per qualche motivo non risulta del tutto odioso e che anzi può pentirsi, essere redento o diventare un buono nel finale. Il cattivo si distingue anche dall'antieroe, un personaggio che manca di alcune qualità tradizionalmente attribuite all'eroe classico, ma che, nonostante questo, ha la simpatia del pubblico e nel suo insieme rimane il vero eroe della storia.
Malgrado sia il destinatario dell'odio del pubblico, la presenza del cattivo è un espediente narrativo spesso inevitabile, e un elemento cruciale sul quale poggia la trama di un'opera. Il cattivo è talvolta identificato anche con il termine inglese villain (a sua volta derivato dal tardo latino villanus).
Nel 2003 l'American Film Institute ha stilato una classifica dei 50 "migliori" cattivi della storia del cinema, posizionando al primo posto Hannibal Lecter interpretato da Anthony Hopkins ne Il silenzio degli innocenti (1991), al secondo posto il Norman Bates interpretato da Anthony Perkins in Psyco e al terzo il Dart Fener (Darth Vader) a cui dà la voce James Earl Jones in Guerre stellari.

## Caratterizzazione

### Stereotipi fisici
Gli attributi fisici del cattivo variano in base alla cultura e all'epoca, e costituiscono spesso una trasposizione del pregiudizio del momento di quella cultura, che sia un pregiudizio razziale, politico, religioso o di altro tipo. Proprio come l'eroe è spesso un paragone del canone di bellezza imperante, un cattivo presenta spesso una qualche deformità fisica, a suggerire una mente ugualmente deformata (è il caso del Riccardo III di Shakespeare con la sua gobba o dell'orrorifico Freddy Krueger), oppure un passato rozzo e violento (è il caso di Capitan Uncino di Peter Pan o di Long John Silver de L'isola del tesoro).
A volte può addirittura essere sufficiente una semplice violazione della moda prevalente per etichettare come tale il cattivo della storia. Spesso infatti il cattivo è vestito in modo impeccabile, ma in uno stile che devia in qualche modo dalla norma, a volte solo per essere troppo impeccabile (come il mafioso in un completo molto costoso, o il cavaliere in un'armatura troppo decorata).
Una caricatura del comune cliché del cattivo dei primi anni del cinema può essere vista in cima a questa pagina. Nell'epoca antecedente ai film sonori, i cattivi dovevano apparire già "visivamente" molto sinistri, e quindi nacquero diversi stereotipi sull'aspetto del cattivo. Parodie molto conosciute di questo genere di archetipo sono i personaggi di Rocky e Bullwinkle Boris Badenov, Natasha Fatale e Snidely Whiplash, così come il personaggio di Dick Dastardly di Hanna-Barbera.
Questi stereotipi comprendono il vestiario nero (molte volte formale: mantelle, cilindri, ecc.), baffi, una caratterizzazione "appuntita" e un'espressione facciale "maniacale". Con l'avvento della radio e del sonoro al cinema è stata poi aggiunta l'abitudine ad una "risata maligna" e una voce sprezzante o viscida.
Nel cattivo la malvagità è spesso riflessa nella bruttezza fisica, come nel caso di Mr. Hyde, ma non è sempre così. Esiste anche lo stereotipo del cattivo affascinante che assomiglia all'eroe per le sue fattezze, ma la sua personalità e il suo atteggiamento tradiscono una natura diabolica. Questa variante sarebbe stata popolare specialmente dopo la Seconda guerra mondiale, quando fu rivelato l'Olocausto, e l'opinione pubblica fu indotta a proiettare il cattivo popolare nell'ideale nazista biondo dagli occhi azzurri. Quella fredda bellezza nasconde però un arrogante senso di superiorità e l'insofferenza verso i cosiddetti "inferiori". Dal cattivo biondo con occhi azzurri è stato recentemente estrapolato un bizzarro stereotipo, l'albino malvagio, un cattivo che racchiude diverse caratteristiche solitamente associate all'albinismo (pelle pallida, capelli biondo platino, occhi blu o rossi), ma che non ricade necessariamente in questa condizione.
Ricorrenti alcune scelte con scopi di propaganda, talvolta connotazioni razziste: stereotipi antisemiti nell'anteguerra, il pellerossa nei western hollywoodiani, il sovietico durante tutta la guerra fredda, il medio-orientale recentemente.

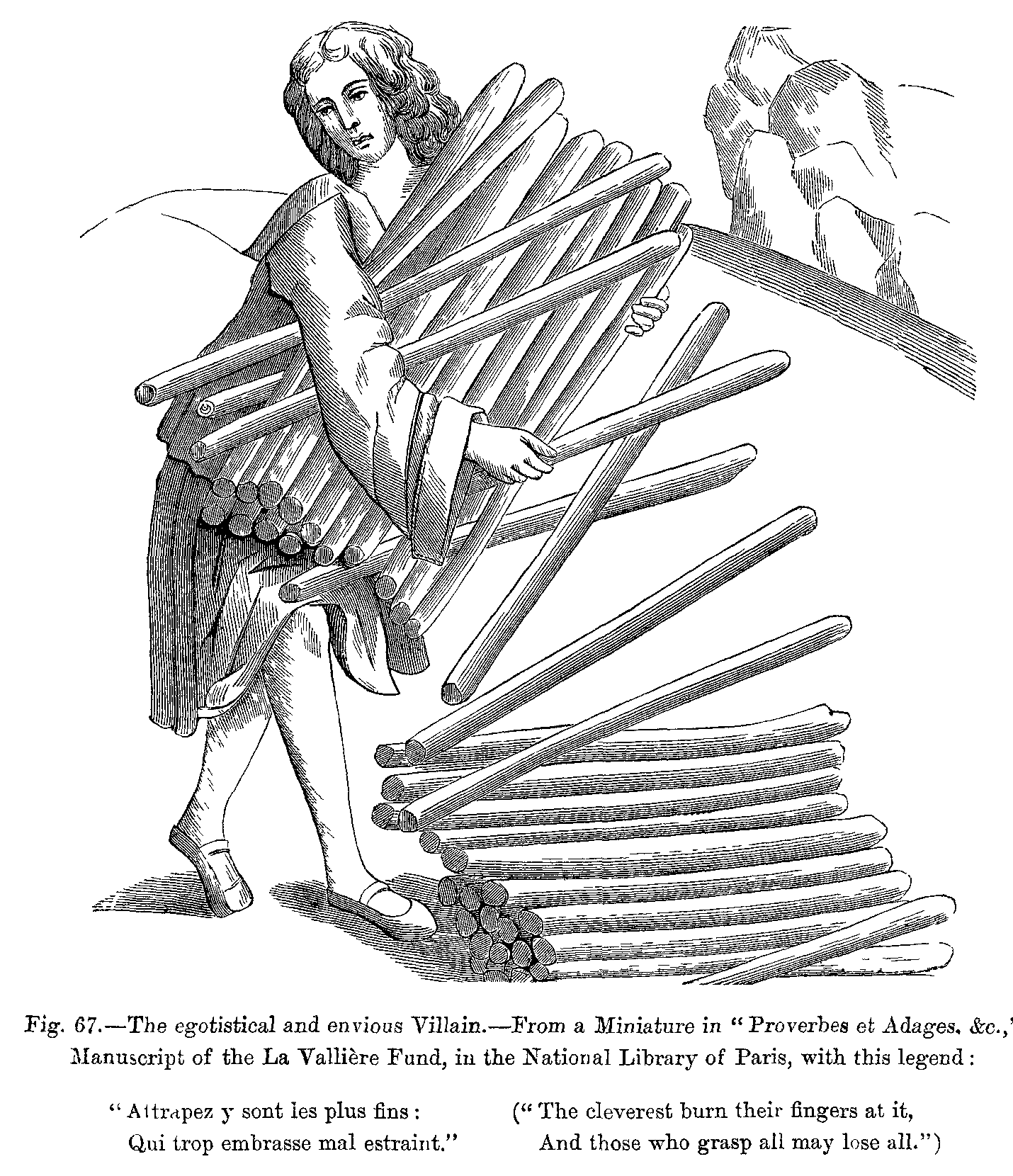
The egotistical and envious Villain- Da una miniatura nel manoscritto "Proverbes et Adages, & c., "(La Vallière Fund), nella Libreria Nazionale di Parigi, che riferisce questa leggenda: "Attrapez y sont les plus fins:
Qui trop embrasse mal estraint."

Nella lirica e nel musical il cattivo è generalmente interpretato da un baritono o da un mezzosoprano.

### Stereotipi psicologici
Malgrado gli attributi fisici stereotipati possano aiutare a identificare il cattivo, sono le caratteristiche psicologiche e morali a conferire il suo ruolo.
Anche ferire l'eroe, o uccidere la persona da lui amata, non renderà il personaggio un autentico cattivo, fino a quando non sarà chiaro che l'atto ha motivazioni "malvagie".
Una comune caratteristica psicologica del cattivo cinematografico è un arrogante eccesso di sicurezza che porta spiegazioni non necessarie fino a rivelare i propri sinistri piani. Questa esposizione è un chiaro esempio di economico meccanismo narrativo sfruttato dall'autore per spiegare al pubblico quei dettagli che non gli/le è possibile esprimere attraverso modi più naturali.
Un'altra importante caratteristica del brutto carattere del cattivo è la tendenza a maltrattare i sottoposti, i complici inetti di cui amano circondarsi, scaricando su di loro la colpa dei propri fallimenti e punendoli in modo sadico e crudele anche solo per trascurabili manchevolezze.

## Il "supercattivo"
Si possono trovare supercattivi nell'ambito melodrammatico dei fumetti americani di supereroi, dove c'è bisogno di una persona malvagia in possesso di super poteri per ostacolare i poderosi eroi. Questi supercattivi in genere hanno ruoli ricorrenti; anche i cattivi di altre forme di letteratura sono diventati così popolari che sono stati reimpiegati, allo stesso modo, in lavori successivi.

## Esempi

### Nella cinematografia

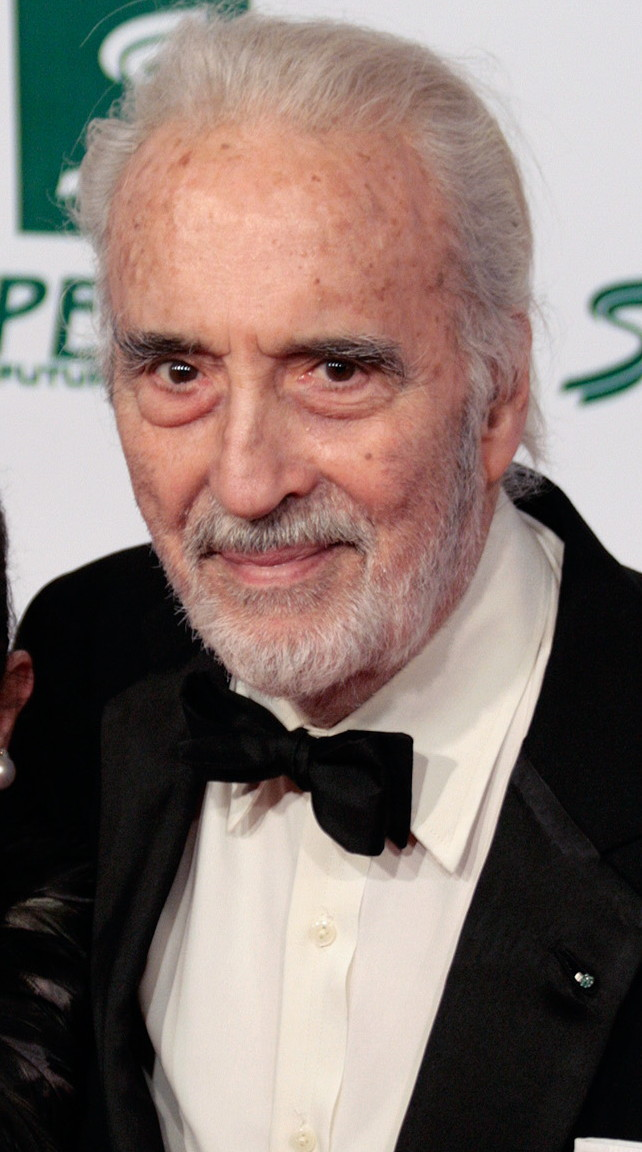
Christopher Lee, noto per aver interpretato sovente ruoli da cattivo

Tra le prime interpretazioni che ancora oggi sono riconosciute come "iconografiche" per il ruolo di cattivo, su tutti si ricordano:
- 1919: Werner Krauss è Caligari nel film Il gabinetto del dottor Caligari
- 1922: Max Schreck è Nosferatu nel film Nosferatu il vampiro
- 1923: Nigel De Brulier è Claude Frollo nel film Il gobbo di Notre Dame .
- 1931: Peter Lorre è Hans Beckert nel film M - Il mostro di Düsseldorf

Alcuni attori hanno interpretato lo stesso villain in più di un film o in una serie di film, tra essi:
- 1922: Rudolf Klein-Rogge è il Dottor Mabuse nel film Il dottor Mabuse e nel suo seguito Il testamento del dottor Mabuse (1930)
- 1931: Bela Lugosi è Dracula nel film Dracula
- 1931: Boris Karloff è Mostro di Frankenstein nei film Frankenstein, La moglie di Frankenstein (1935) e Il figlio di Frankenstein (1939)
- 1941: Lon Chaney Jr. è l'Uomo lupo nel film L'uomo lupo e in quattro sequel della serie
- 1955 Robert Mitchum è il Reverendo Harry Powell nel film La morte corre sul fiume e nel 1962 è Il perverso sadico malvivente Max Cady ne Il promontorio della paura
- 1958: Christopher Lee è Dracula, Frankenstein e la Mummia nei film della Hammer tra il 1958 e il 1973
- 1960: Anthony Perkins è Norman Bates in Psyco e tre sequel fino al 1990
- 1971: Vincent Price è il Dottor Phibes nel film L'abominevole dottor Phibes e nel suo seguito Frustrazione (1972)
- 1978: Gene Hackman è Lex Luthor in Superman, Superman II (1980) e Superman IV (1987)
- 1984: Robert Englund è Freddy Krueger in otto film della serie Nightmare fino al 2003
- 1992: Anthony Hopkins è Hannibal Lecter in Il silenzio degli innocenti, Hannibal (2001) e Red Dragon (2002)
- 2000: Ian McKellen è Magneto in X-Men, X-Men 2 (2003) e X-Men - Conflitto finale (2006)
- 2002: Willem Dafoe è Goblin in Spider-Man, Spider-Man 2, Spider-Man 3, Spider-Man: No Way Home

Altri attori, invece, sono stati chiamati ad interpretare il ruolo del villain in ben più di un'occasione, tra questi citiamo:
- Klaus Kinski nei film Per qualche dollaro in più (1965), Il conte Dracula (1970), Nosferatu, il principe della notte (1978)
- Louis Jourdan nei film Il conte Dracula (1977), Il mostro della palude (1982), Octopussy - Operazione piovra (1983), Il ritorno del mostro della palude (1989), L'anno della cometa (1992)
- Jack Nicholson nei film Shining (1980), Le streghe di Eastwick (1987), Batman (1989), Hoffa - Santo o mafioso? (1992), Codice d'onore (1992), Mars Attacks! (1996) e The Departed - Il bene e il male (2006)
- Christopher Walken nei film Bersaglio mobile (1985), Batman - Il ritorno (1992)
- Alan Rickman nei film Trappola di cristallo (1988), Robin Hood - Principe dei ladri (1991)
- Gary Oldman nei film JFK - Un caso ancora aperto (1991), Dracula di Bram Stoker (1992), Una vita al massimo (1993), Leon (1994), L'isola dell'ingiustizia - Alcatraz (1995), Il quinto elemento (1997), Air Force One (1997), Lost in Space - Perduti nello spazio (1998), The Contender (2000), Hannibal (2001), Sin - Peccato mortale (2004), Rain Fall (2009), Codice Genesi (2010), Kung Fu Panda 2 (2011) e Il potere dei soldi (2013)
- Sean Bean nei film Giochi di potere (1992), GoldenEye (1995), Ronin (1998), Essex Boys (2000), Don't Say a Word (2002), Il mistero dei templari - National Treasure (2004), The Island (2005), The Hitcher (2007)
- Michael Madsen nei film Le iene (1992), L'infiltrato (1992), Getaway (1994), Donnie Brasco (1997), Kill Bill: Volume 1 (2003) e Kill Bill: Volume 2 (2004)
- Kevin Bacon nei film Legge criminale (1988), The River Wild - Il fiume della paura (1994), Sleepers (1996), Sex Crimes - Giochi pericolosi (1998), L'uomo senza ombra (2000), 24 ore (2002), X-Men - L'inizio (2011)
- Samuel L. Jackson nei film Pulp Fiction (1994), Jackie Brown (1997), Unbreakable - Il predestinato (2000), Jumper - Senza confini (2008), The Spirit (2008)

### Nei videogiochi

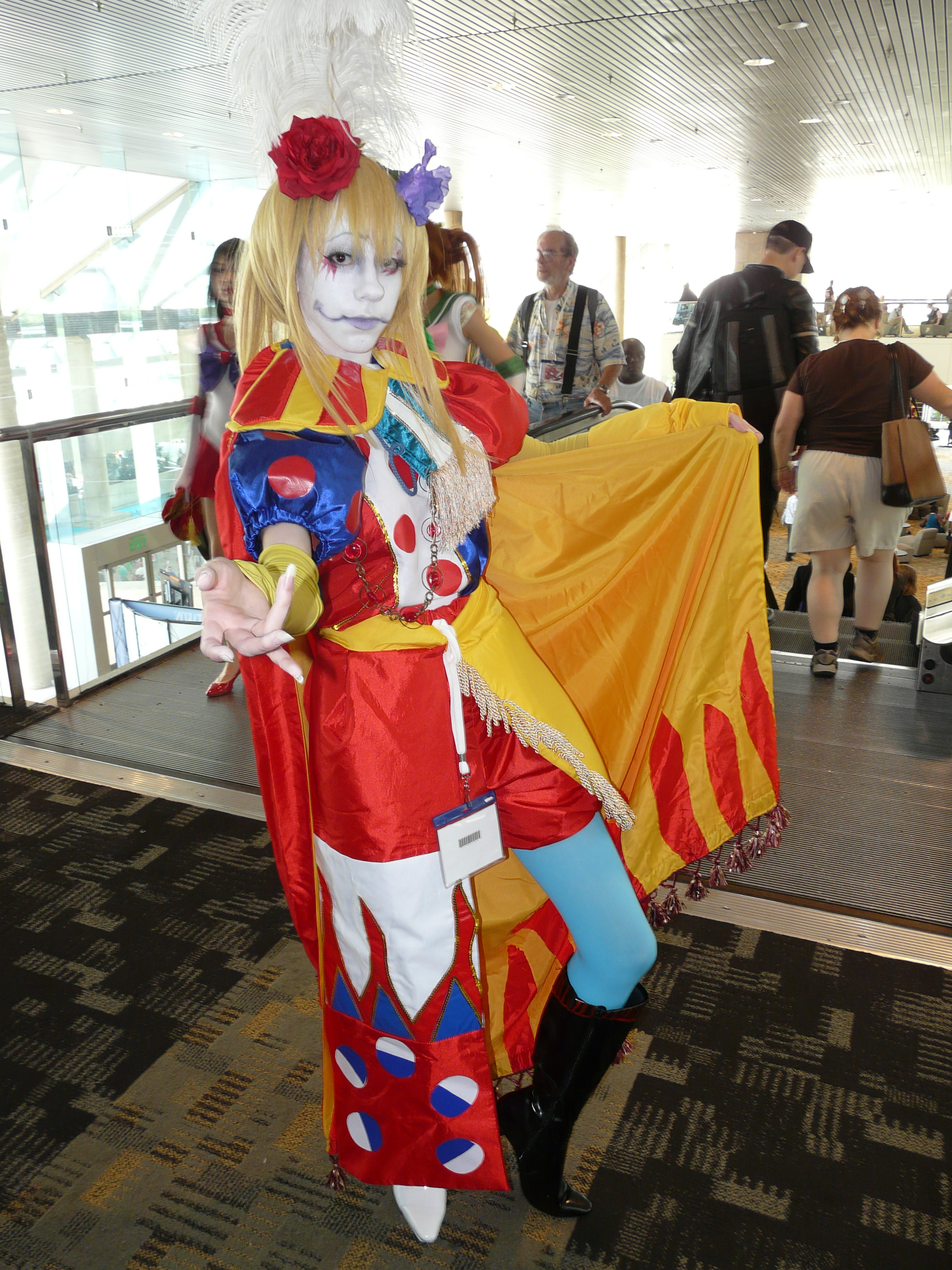
Un cosplay di Kefka Palazzo, uno dei cattivi più apprezzati dei videogiochi

I cattivi videoludici più popolari e maggiormente apprezzati dalla critica sono i seguenti:
- Bowser della serie Mario (1985)[2][4]
- Ganondorf Dragmire della serie The Legend of Zelda (1986)[2][5]
- GLaDOS di Portal (2007)[2][6]
- Kefka Palazzo del videogioco Final Fantasy VI (1994)[2][3][5][7][8]
- Dr. Eggman della serie Sonic (1991)[2]
- Sephiroth del videogioco Final Fantasy VII (1997)[2][3]
- Albert Wesker della serie Resident Evil (1996)[2][9]
- M. Bison del videogioco Street Fighter II (1991)[2][5]
- Vaas Montenegro del videogioco Far Cry 3 (2012)[2]
- LeChuck della serie Monkey Island (1990)[2]
- Revolver Ocelot della serie Metal Gear (1998)[2]
- Arthas Menethil dell'universo di World of Warcraft (2002)[2]

Tra questi, il personaggio che ha raggiunto più volte la prima posizione in numerose classifiche di vari siti web e riviste (quali GamesRadar, Complex, GameSpot, GameDynamo o Nintendo Power), o che è stato nominato ripetutamente il miglior cattivo dei videogiochi (per esempio da GameSpy, Kotaku e Gamemoir) è Kefka Palazzo di Final Fantasy VI.